# Nico Pleimling
Nicolas "Nico" Pleimling (nascido em 15 de dezembro de 1938) é um ex-ciclista de estrada luxemburguês.
Participou nos Jogos Olímpicos de 1960, realizados na cidade de Roma, Itália, onde terminou em vigésimo segundo na prova de 100 km contrarrelógio por equipes.